# Yeditepe Üniversitesi
Die Yeditepe Üniversitesi ist eine private Universität in Istanbul.
Die Yeditepe Üniversitesi wurde im Jahre 1996 gegründet. Sie gehört zusammen mit einigen Grundschulen und Gymnasien der Istek-Stiftung an. Die Universität besteht aus zehn Fakultäten und einer Fachhochschule. Der Unterricht an der Yeditepe-Universität wird in vielen Sprachen gehalten, zum Beispiel auf Englisch, Deutsch, Französisch oder Italienisch. Die Universität wird von ca. 15.000 Studenten besucht. Unter ihnen befinden sich auch mehrere hundert ausländische Studenten aus mehr als 70 Nationen.
Auf dem Campus im Istanbuler Stadtteil Ataşehir und in den umliegenden Stadtteilen werden jährlich mehr als 1.600 Studenten untergebracht. Die Yeditepe-Universität zeichnet sich unter anderem durch internationale Studiengänge, wie zum Beispiel Betriebswirtschaftslehre (auf Deutsch) oder Politikwissenschaften (auf Französisch) aus.